# マリー＝ジョゼフ・ド・サクス
マリー＝ジョゼフ・カロリーヌ・エレオノール・フランソワーズ・グザヴィエール・ド・サクス（仏: Marie-Josèphe Caroline Éléonore Françoise Xavière de Saxe, 1731年11月4日 - 1767年3月13日）は、フランスの王太子（ドーファン）ルイ・フェルディナンの2番目の妃で、ルイ16世ら兄弟の母である。
ポーランド王およびザクセン選帝侯アウグスト3世（フリードリヒ・アウグスト2世）の娘で、ドイツ語名はマリア・ヨーゼファ・カロリーナ・エレオノール・フランツィスカ・クサヴェリア・フォン・ポーレン・ウント・ザクセン（Maria Josepha Karolina Eleonore Franziska Xaveria von Polen und Sachsen）となる。

## 略歴
1746年、フランス王ルイ15世の長男で王太子のルイ・フェルディナンは、スペイン・ブルボン家出身の先妻マリー＝テレーズ＝ラファエル・ド・ブルボンと結婚後1年余りで死別した。1女マリー・テレーズ（1746年 – 1748年）が遺されたが、次の世継ぎとなる男子がなかったため、王太子は急いで再婚する必要があった。しかしルイ・フェルディナンは亡き妻を悼み、再婚に消極的であった。
スペイン王フェルナンド6世は、ラファエル妃の代わりに別の妹のマリーア・アントニア王女をルイ15世に勧めたが、これは断られた。ルイ15世の政治に強い影響力を持っていた王の寵姫ポンパドゥール夫人が、オーストリア継承戦争でザクセンとの同盟を強くしたいと考えて、ザクセン選帝侯家の娘であるマリア・ヨーゼファとの再婚をまとめようとしたからである。
マリア・ヨーゼファの祖父アウグスト2世と父アウグスト3世は共に、ルイ・フェルディナンの母方の祖父スタニスワフ1世レシチニスキとポーランド王位を争ったという因縁のある間柄であった。一方で、マリア・ヨーゼファの姉マリア・アマリアはナポリ＝シチリア王カルロ（スペイン王子でもあり、後にスペイン王カルロス3世となる）の妃であった。外交的には好ましいこの縁組は、ルイ・フェルディナンの母である王妃マリー・レクザンスカの強い反対にもかかわらず進められ、1747年2月9日、マリア・ヨーゼファとルイ・フェルディナンは結婚した。フランス式に名前を改めたマリー＝ジョゼフは新郎に、「前妻のことを無理に忘れる必要はない」と声をかけた。
このような事情から、嫁と姑の関係はしばらくぎくしゃくしたが、2人にはカトリックの信仰が深いという共通点があり、国王の放蕩に馴染めないという点でも似たところがあった。マリー王妃の父の追悼式の際には、スタニスワフ元国王のメダルを首にかけて出席し、姑との関係を改善した。王太子夫妻は、ヴェルサイユを離れて別邸で生活することが多くなった。
マリー＝ジョゼフは夫との間に5男3女をもうけ、長男ブルゴーニュ公ルイとアキテーヌ公グザヴィエが夭逝したため、三男ベリー公ルイ・オーギュストが代わって王太子に立てられ、1774年にルイ16世として即位することになる。しかしルイ・フェルディナン自身は1765年12月20日に父王に先立って死去した。マリー＝ジョゼフも2年後の1767年3月3日にヴェルサイユで死去したので、息子の結婚や即位を見ることはなかった。後にフランス革命を経て、四男プロヴァンス伯ルイ・スタニスラス（ルイ18世）、五男アルトワ伯シャルル・フィリップ（シャルル10世）も王位に就くことになる。

## 子女
ルイ・フェルディナンとの間に5男3女をもうけた。
- マリー・ゼフィリーヌ（英語版）（1750年 - 1755年）
- ルイ・ジョゼフ・グザヴィエ（英語版）（1751年 - 1761年） - ブルゴーニュ公
- グザヴィエ・マリー・ジョゼフ（英語版）（1753年 - 1754年） - アキテーヌ公
- ルイ・オーギュスト（1754年 - 1793年） - ベリー公、フランス王ルイ16世
- ルイ・スタニスラス・グザヴィエ（1755年 - 1824年） - プロヴァンス伯、フランス王ルイ18世
- シャルル・フィリップ（1757年 - 1836年）　アルトワ伯、フランス王シャルル10世
- マリー・アデライード・クロティルド・グザヴィエール（1759年 - 1802年） - サルデーニャ王カルロ・エマヌエーレ4世妃
- エリザベート・フィリッピーヌ・マリー・エレーヌ（1764年 - 1794年）